# Юрьевка (Бахмутский район)
Юрьевка (укр. Юр'ївка) — село в Торецкой городской общине Бахмутского района Донецкой области Украины.
Население по переписи 2001 года составляет 32 человека. Почтовый индекс — 85296. Телефонный код — 6247.

## Российско-Украинская война
- С 17 июля 2024 года село находится под российской оккупацией в результате Российского вторжения на Украину